# ISO 6438
ISO 6438:1983, Documentation -- Jeu de caractères africains codés pour l'échange d'informations bibliographiques, est une norme ISO pour un codage de caractères 8-bit pour les certaines langues africaines. Il a été peu utilisé, notamment dans le format UNIMARC, et est remplacé par Unicode.
| ISO 6438 | ISO 6438 | ISO 6438 | ISO 6438 | ISO 6438 | ISO 6438 | ISO 6438 | ISO 6438 | ISO 6438 | ISO 6438 | ISO 6438 | ISO 6438 | ISO 6438 | ISO 6438 | ISO 6438 | ISO 6438 | ISO 6438 |
| -------- | -------- | -------- | -------- | -------- | -------- | -------- | -------- | -------- | -------- | -------- | -------- | -------- | -------- | -------- | -------- | -------- |
|          | x0       | x1       | x2       | x3       | x4       | x5       | x6       | x7       | x8       | x9       | xA       | xB       | xC       | xD       | xE       | xF       |
| Ax       |          |          | Ɓ        | Ƈ        | Ɗ        | Ɖ        |          | Ɛ        | Ǝ        |          | Ƒ        | Ɠ        | Ɣ        | Ħ        |          | Ɨ        |
| Bx       |          |          | ɓ        | ƈ        | ɗ        | ɖ        |          | ɛ        | ə        |          | ƒ        | ɠ        | ɣ        | ħ        |          | ɪ        |
| Cx       | Ƙ        |          |          |          |          |          |          | Ŋ        |          | Ɵ        | Ɔ        | Ƥ        |          |          |          |          |
| Dx       | ƙ        | ɬ        | ɱ        | ɳ        | ɲ        |          |          | ŋ        |          | ɵ        | ɔ        | ƥ        |          | ɽ        |          | ʃ        |
| Ex       | Ƭ        | Ʈ        |          | Ʊ        | Ʋ        | Ꭓ        | Ƴ        | Ʒ        |          |          |          |          |          |          |          |          |
| Fx       | ƭ        | ʈ        |          | ʊ        | ʋ        | ꭓ        | ƴ        | ʒ        | ʕ        | ʔ        | ʘ        | ǀ        | ǂ        | ǃ        | ǁ        |          |